# IF 푸글라푀르더

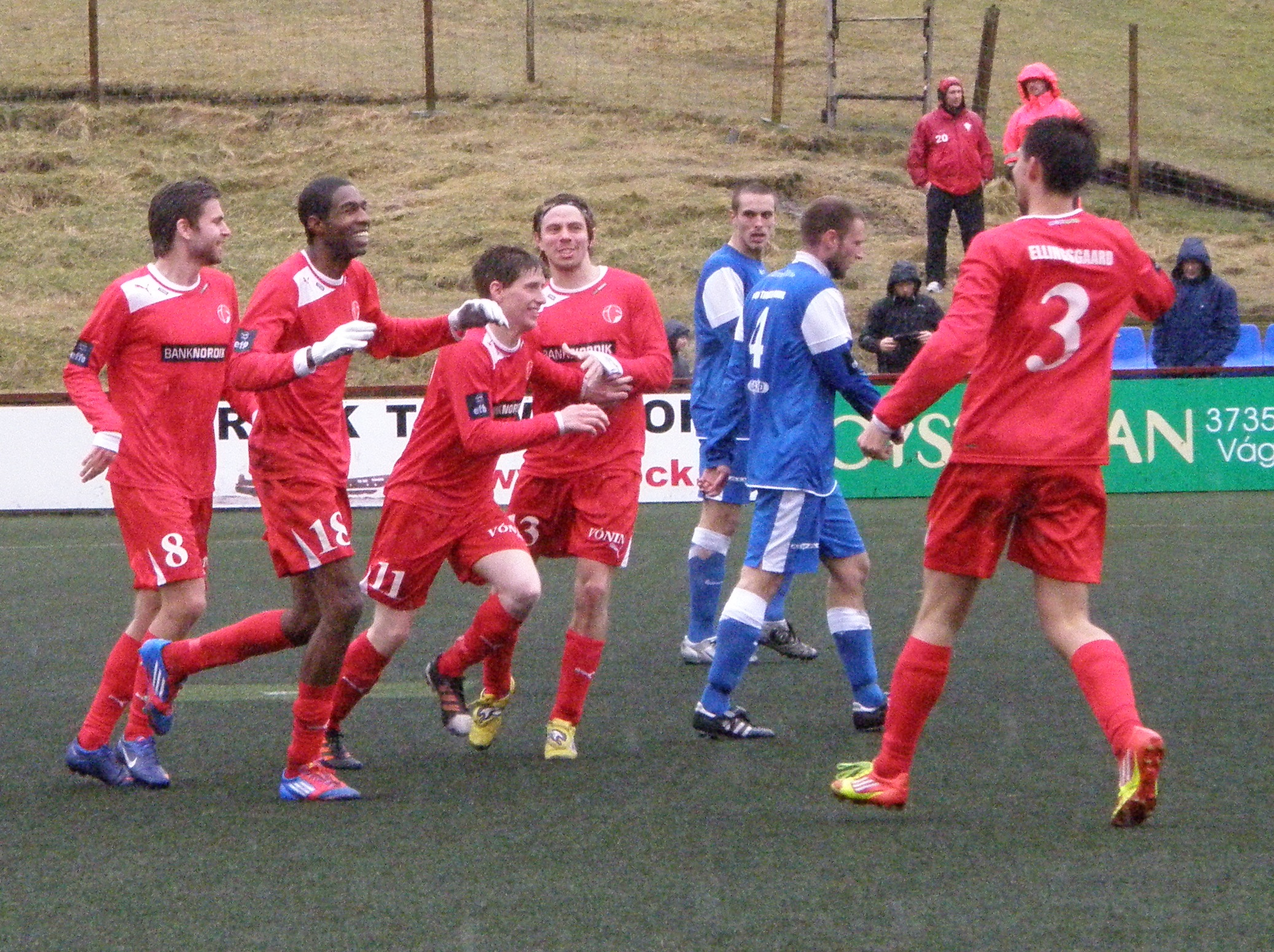

IF 푸글라푀르더(ÍF Fuglafjørður)는 페로 제도 푸글라푀르더의 축구 클럽으로, 현재 페로 제도 프리미어리그에서 활동하고 있다.

## 성적
- 페로 제도 프리미어리그 우승

우승 (1): 1979

## 선수 명단

### 현역
- 칼 뢰킨(2010 ~ 2012, 2014, 2015 ~ 2016, 2019 ~ )